# Icipino
Icipino (rusky Иципино, votsky Itšäpäivä nebo Mäči, finsky Ikäpäivösi) je vesnice nacházející se v Lomonosovském rajónu Leningradské oblasti v Rusku. První zmínka o vesnici pochází z let 1618-23, kdy se o ní mluví pod jménem Itzepina by. Od roku 1684 se o vesnici zmiňuje pod názvem Muskina Izepina. V roce 1848 zde žilo 220 Votů. Icipino bylo posledním místem, kde se ještě mluvilo východním nářečím votštiny. V 60. letech 20. století zde zemřel její poslední mluvčí.